# Raphael Schaschko
Raphael Schaschko (* 7. Juni 1985 in Herrenberg) ist ein ehemaliger deutscher Fußballspieler. Er wurde meistens als linker Verteidiger eingesetzt.

## Karriere
Schaschko spielte in seiner Jugend zehn Jahre lang bei Phönix Pfalzgrafenweiler. Im Jahr 2000 wechselte er in die Jugendmannschaft des VfB Stuttgart, in der er bis 2004 spielte. Er gewann 2003 mit der U19 des VfB den deutschen A-Jugend-Meistertitel. In diversen deutschen Jugendnationalmannschaften kam er zu 17 Einsätzen.
Nachdem Schaschko ab 2004 zweieinhalb Jahre lang bei der zweiten Mannschaft des VfB Stuttgart in der Regionalliga Süd als Stammspieler zum Einsatz gekommen war, wechselte er im Januar 2007 in die 2. Bundesliga zur SpVgg Unterhaching. In der Rückrunde der Saison 2006/07 bestritt er 14 Spiele, musste mit Unterhaching jedoch in die Regionalliga Süd absteigen. In der darauffolgenden Saison absolvierte Schaschko alle 34 Spiele, wobei ihm zwei Tore gelangen. Er qualifizierte sich mit der SpVgg für die neu geschaffene 3. Liga.
Im Sommer 2010 verließ Schaschko die SpVgg nach dreieinhalb Jahren und heuerte beim Nord-Regionalligisten Chemnitzer FC an, mit dem er 2010/11 die Meisterschaft und den Aufstieg in die 3. Liga erreichte. Zur Saison 2012/13 wechselte er zur SG Sonnenhof Großaspach in die neue Regionalliga Südwest.
Zwischen 2013 und 2015 spielte er für den SSV Reutlingen in der Oberliga Baden-Württemberg. Anschließend spielte er bis zu seinem Karriereende 2020 beim VfL Nagold.
Raphael Schaschko machte nach seinem Hauptschulabschluss eine Ausbildung zum Kälteanlagenbauer.